# 下妻市
下妻市（日语：／ Shimotsuma shi */?）是位於茨城縣西部的一市。

## 地理
- 市區的東部有小貝川、西部有鬼怒川流過。另外中央部是砂沼地帶。

### 隣接的市町村
- 筑波市
- 筑西市
- 常總市
- 結城郡八千代町

## 学校
- 高等学校
  - 茨城縣立下妻第一高等学校（日语：茨城県立下妻第一高等学校）
  - 茨城縣立下妻第二高等学校（日语：茨城県立下妻第二高等学校）
- 小学校
  - 市立下妻小学校（页面存档备份，存于）
  - 市立大寶小学校（页面存档备份，存于）
  - 市立騰波之江小学校（页面存档备份，存于）
  - 市立上妻小学校（页面存档备份，存于）
  - 市立総上小学校
  - 市立豐加美小学校（页面存档备份，存于）
  - 市立高道祖小学校（页面存档备份，存于）
  - 市立宗道小学校
  - 市立蚕飼小学校[永久]
  - 市立大形小学校
- 中学校
  - 市立下妻中学校（页面存档备份，存于）
  - 市立東部中学校（页面存档备份，存于）
  - 市立千代川中学校
- 養護学校
  - 茨城縣立下妻養護學校（日语：茨城県立下妻養護学校）

## 吉祥物
- シモンちゃん-外表是大紫蛺蝶（雄蝶）花色翅膀的妖精少女，因為是雄蝶花色和シモン是男子名所以有人認為是偽娘，在網上引起熱烈討論後有許多二次創作和同人誌。

## 相關作品
日本作家嶽本野薔薇（嶽本 野ばら）於2002年9月出版的小說《下妻物语》以此市為背景。小說於2004年改編為同名電影上映，由深田恭子主演。